# Eduard Taaffe
Eduard von Taaffe (conte Eduard Franz Joseph von Taaffe; 11º visconte Taaffe e barone di Ballymote, nella paria d'Irlanda) (Vienna, 24 febbraio 1833 – Eliischau, 29 novembre 1895) è stato un politico e riformista sociale austriaco.

## Biografia

### L'ambiente familiare ed i primi anni
Nato da una nobile famiglia di origine irlandese, era il secondogenito del conte Ludwig Patrick Taaffe (1791-1855), un illustre funzionario statale che fu Ministro della giustizia nel 1848 e Presidente della Corte d'appello. Da bambino, Taaffe fu uno dei compagni preferiti del giovane arciduca, poi imperatore, Francesco Giuseppe. Nel 1852, entrò al servizio dello Stato.
Alla morte del fratello maggiore Charles (1823-1873), un colonnello dell'esercito austriaco, Taaffe ereditò i titoli austriaci ed irlandesi. Nel 1862 sposò la contessa Irma Tsaky, dalla quale ebbe quattro femmine ed un solo maschio, Henry.

### L'impegno in politica e il primo mandato come Primo ministro
Nel 1867 Taaffe divenne governatore dell'Alta Austria e, in virtù dell'antica amicizia, l'Imperatore gli offrì la carica di Ministro degli interni nel governo Beust. In giugno divenne Vice Primo ministro, e alla fine dell'anno entrò nel primo governo della parte austriaca dell'Impero, appena organizzata. Per i successivi tre anni svolse una parte assai importante nei confusi cambiamenti politici, e probabilmente più di ogni altro politico dell'epoca incarnò i desideri dell'Imperatore.
Taaffe era entrato nel governo come tedesco liberale, ma presto assunse una posizione intermedia tra la maggioranza liberale del governo Berger ed il suo partito, che intendeva modificare la costituzione in senso federalista e che era fortemente sostenuto a corte. Dal settembre 1868 al gennaio 1870, dopo il ritiro di Auersperg, fu Primo ministro (Presidente del Gabinetto). Nel 1870, il governo si spaccò sulla questione della revisione della costituzione: Taaffe con Potocki e Berger desiderava fare alcune concessioni ai federalisti; la maggioranza liberale invece intendeva preservare intatta l'autorità del Reichsrat. I due partiti presentarono delle memorie all'Imperatore, ciascuna difendendo il suo punto di vista e offrendo le proprie dimissioni: dopo qualche esitazione l'Imperatore accettò la politica della maggioranza e Taaffe con i suoi amici si dimise.

### Il secondo mandato
I liberali, tuttavia, non riuscirono a proseguire il governo, in quanto i rappresentanti della maggior parte dei territori rifiutarono di sedere nel Reichsrat: essi si dimisero e, nel mese di aprile, Potocki e Taaffe ritornarono in carica. Questi ultimi, tuttavia, fallirono nel tentativo di giungere ad una qualche intesa con i Cechi e, a loro volta, dovettero cedere il posto al gabinetto clericale e federalista di Hohenwart. Taaffe divenne allora governatore del Tirolo, ma ancora una volta al crollo del governo liberale nel 1879 fu chiamato in carica.
Dapprima tentò di proseguire il governo senza cambiarne i principi ispiratori, ma presto si rese conto della necessità di giungere ad un'intesa con il partito feudale e con quello federale, e fu responsabile della conduzione dei negoziati che nelle elezioni di quell'anno diedero la maggioranza ai diversi gruppi dell'opposizione nazionale e clericale. A luglio divenne Primo ministro (k.k. Ministerpräsident): dapprima continuò a governare con i liberali, ma questo divenne presto impossibile, e fu costretto a rivolgersi ai conservatori per ottenerne l'appoggio.
La nomina di Taaffe portò quindi un cambiamento fondamentale nella politica austriaca. Egli rappresentò la fine della supremazia dei liberali, del governo "degli avvocati e degli imprenditori", perseguendo una linea fortemente monarchico-conservatrice.

### La riforma elettorale del 1882
Il conte Taaffe è ricordato perlopiù per la sua riforma elettorale: nel 1882 ridusse da 10 a 5 fiorini il limite di censo, ossia la contribuzione fiscale minima richiesta ai maschi al di sopra dei 24 anni per la partecipazione al voto. Prima di questa riforma la contribuzione fiscale era fissata localmente, ma di solito ad un livello considerevolmente più elevato, includendo così solo il 6% della popolazione maschile della Cisleithania. Tuttavia, anche dopo la sua riforma vi erano ancora quattro classi di elettori il cui voto contava diversamente a seconda di quante tasse un individuo stesse pagando.
La successiva riforma elettorale fu emanata nel 1896 da Kazimierz Badeni, che riuscì a promulgare riforme più radicali di quanto avesse ottenuto Taaffe.
Dal punto di vista politico, tuttavia, la riforma elettorale del 1882 ebbe un'importanza decisiva: attraverso di essa, infatti, il ceto medio industriale ottenne finalmente il diritto di voto (i cosiddetti uomini dei 5 fiorini), rafforzando la base parlamentare del governo di Taaffe.

### La politica economico-sociale
In campo economico, sotto il governo Taaffe si passò dal dominio del mercato e della concorrenza alla difesa contro i loro effetti. Così furono rafforzate le barriere doganali a difesa dell'industria austriaca, venne abbandonato il principio della libertà di impresa ed introdotte forme di regolamentazione per l'accesso alle professioni (ad esempio certificati di abilitazione per i lavori artigianali).
Nel campo delle politiche sociali, nel 1883 fu creata una legge per le ispezioni sul lavoro, in base alla quale dovevano essere controllate le condizioni di lavoro nelle imprese. Attraverso la riforma del diritto del lavoro, nel 1885 il lavoro in fabbrica fu proibito per i giovani al di sotto dei 14 anni, i quali inoltre fino a 16 anni non potevano essere impiegati in lavori pesanti. Per loro come per le donne era proibito il lavoro notturno. La giornata lavorativa massima fu fissata in undici ore. Il sistema del baratto (Trucksystem), vale a dire la retribuzione con merci anziché con denaro, fu vietata, furono imposti impianti tecnico-sanitari, emanate norme per la difesa dei salari come pure norme previdenziali a favore delle partorienti. Nel 1887 fu approvata una legge per l'assicurazione contro gli infortuni, che entrò in vigore nel 1889. Nel 1888 seguì la legge per l'assicurazione contro le malattie. In tal modo l'Austria conquistò una posizione di vertice in Europa nella legislazione per la tutela dei lavoratori.
Lo sfondo ideale per la politica di Taaffe era costituito dalla dottrina sociale cristiana, come fu articolata soprattutto da Karl Vogelsang. Costui rifiutava la pura massimizzazione del profitto e poneva sia la solidarietà che la responsabilità sociale al centro delle sue riflessioni.
Per contro, malgrado i progressi in campo sociale, la libertà di stampa sotto Taaffe fu pesantemente ridotta. Egli costruì un sistema di controllo da Stato di polizia e nel 1884 introdusse severe leggi contro il movimento operaio.

### Le politiche riguardo alle nazionalità
La grande conquista di Taaffe fu quella di persuadere i Cechi ad abbandonare la politica di astensione e a prendere parte al Parlamento. Era dal loro sostegno, da quello dei Polacchi e da quello dei clericali che dipendeva la sua maggioranza. La sua intenzione dichiarata è di unire le nazionalità dell'Austria: Tedeschi e Slavi erano, egli diceva parti ugualmente integrali dell'Austria; ne dovevano essere oppresse, ma entrambe dovevano unirsi per formare un Parlamento austriaco. Nonostante la crescente opposizione dei liberali tedeschi, che rifiutavano di accettare l'uguaglianza delle nazionalità, egli mantenne la sua posizione per tredici anni.
Attraverso un'ordinanza sulle lingue del 1880, che prevedeva l'utilizzo della lingua nazionale ceca anche nelle regioni completamente tedesche della Boemia, Taaffe agevolò l'inserimento dei Cechi tra gli impiegati pubblici. Le sue trattative per un compromesso con i Cechi nel gennaio 1890 a Vienna fallirono per la resistenza del partito nazionalista dei giovani Cechi.
Nell'ottobre 1893, stanco dell'ostruzionismo dei partiti locali in Parlamento, presentò un progetto di modifica del diritto di voto per le elezioni alla Camera dei deputati, che avrebbe significato l'introduzione del suffragio universale (ma sempre ancora non uguale). L'imperatore Francesco Giuseppe colse l'occasione del fallimento della proposta per destituire Taaffe come Presidente del Consiglio dei ministri (12 dicembre 1893).

### Il carattere di Taaffe e la valutazione complessiva
Non un grande statista creativo, Taaffe aveva una capacità unica per gestire gli uomini; oratore molto scarso, aveva nei rapporti privati un'urbanità e una prontezza di spirito che mostravano la sua ascendenza irlandese. Sotto un apparente cinismo e frivolezza, Taaffe nascondeva un forte sentimento di patriottismo verso il suo paese e di lealtà verso l'Imperatore. e rese ad entrambi un servizio tutt'altro che trascurabile, mantenendo così a lungo, durante anni molto critici nella storia europea, l'armonia tra le due parti della monarchia e preservando il governo costituzionale in Austria. Le necessità della situazione parlamentare lo obbligarono talvolta ad andare oltre quanto avrebbe probabilmente desiderato nel soddisfare le richieste dei conservatori e dei Cechi, ma egli era essenzialmente un opportunista: in nessun modo uomo di parte, riconosceva che il governo doveva essere continuato gli interessava poco mediante l'aiuto di quale partito fosse mantenuta la maggioranza necessaria.

### Gli ultimi anni
Nel 1893, dopo le sue dimissioni, Taaffe si ritirò a vita privata. Morì due anni dopo presso la sua residenza di campagna, a Ellischau, in Boemia.

## Ascendenza
|                                                    |                                      |                                                   | Genitori                                                       |  |  | Nonni |  |  | Bisnonni                                   |  |  | Trisnonni                    |  |
|                                                    |                                      |                                                   |                                                                |  |  |       |  |  | Johann Philipp Taaffe, barone di Ballymote |  |  | Nicholas, VI visconte Taaffe |  |
|                                                    |                                      |                                                   |                                                                |  |  |       |  |  | Johann Philipp Taaffe, barone di Ballymote |  |  | Nicholas, VI visconte Taaffe |  |
|                                                    |                                      | contessa Maria Anna von Spindler                  |                                                                |  |  |       |  |  | Johann Philipp Taaffe, barone di Ballymote |  |  |                              |  |
| Rudolph, VII visconte Taaffe                       |                                      |                                                   |                                                                |  |  |       |  |  | Johann Philipp Taaffe, barone di Ballymote |  |  |                              |  |
|                                                    |                                      | contessa Brigitte Chotek von Chotkowa und Wognin  | conte Rudolph Chotek von Chotkowa und Wognin                   |  |  |       |  |  |                                            |  |  |                              |  |
|                                                    |                                      | contessa Brigitte Chotek von Chotkowa und Wognin  | conte Rudolph Chotek von Chotkowa und Wognin                   |  |  |       |  |  |                                            |  |  |                              |  |
|                                                    |                                      | contessa Brigitte Chotek von Chotkowa und Wognin  | contessa Maria Aloisie Stefanie Kinsky von Wchinitz und Tettau |  |  |       |  |  |                                            |  |  |                              |  |
| Ludwig, IX visconte Taaffe                         |                                      | contessa Brigitte Chotek von Chotkowa und Wognin  |                                                                |  |  |       |  |  |                                            |  |  |                              |  |
|                                                    |                                      | Karl Wilhelm, I conte di Haugwitz                 | Heinrich Wilhelm, II barone di Haugwitz                        |  |  |       |  |  |                                            |  |  |                              |  |
|                                                    |                                      | Karl Wilhelm, I conte di Haugwitz                 | Heinrich Wilhelm, II barone di Haugwitz                        |  |  |       |  |  |                                            |  |  |                              |  |
|                                                    |                                      | Karl Wilhelm, I conte di Haugwitz                 | baronessa Ludovika Justina Barbara von Seydlitz                |  |  |       |  |  |                                            |  |  |                              |  |
| contessa Maria Josepha Haugwitz                    |                                      | Karl Wilhelm, I conte di Haugwitz                 |                                                                |  |  |       |  |  |                                            |  |  |                              |  |
|                                                    |                                      | contessa Maria von Frankenberg und Ludwigsdorf    | conte Otto von Frankenberg und Ludwigsdorf                     |  |  |       |  |  |                                            |  |  |                              |  |
|                                                    |                                      | contessa Maria von Frankenberg und Ludwigsdorf    | conte Otto von Frankenberg und Ludwigsdorf                     |  |  |       |  |  |                                            |  |  |                              |  |
|                                                    |                                      | contessa Maria von Frankenberg und Ludwigsdorf    | baronessa Maria Josefa von Barwitz                             |  |  |       |  |  |                                            |  |  |                              |  |
| Eduard, XI visconte Taaffe                         |                                      | contessa Maria von Frankenberg und Ludwigsdorf    |                                                                |  |  |       |  |  |                                            |  |  |                              |  |
|                                                    | Karl Theodor, VI elettore di Baviera | Johann Christian, VI duca del Palatinato-Sulzbach |                                                                |  |  |       |  |  |                                            |  |  |                              |  |
|                                                    | Karl Theodor, VI elettore di Baviera | Johann Christian, VI duca del Palatinato-Sulzbach |                                                                |  |  |       |  |  |                                            |  |  |                              |  |
|                                                    | Karl Theodor, VI elettore di Baviera | principessa Maria Henriette de La Tour d'Auvergne |                                                                |  |  |       |  |  |                                            |  |  |                              |  |
| Karl August, I principe di Bretzenheim             | Karl Theodor, VI elettore di Baviera |                                                   |                                                                |  |  |       |  |  |                                            |  |  |                              |  |
|                                                    |                                      | Josepha Seyfert, contessa di Heydeck              | N. Seyffert                                                    |  |  |       |  |  |                                            |  |  |                              |  |
|                                                    |                                      | Josepha Seyfert, contessa di Heydeck              | N. Seyffert                                                    |  |  |       |  |  |                                            |  |  |                              |  |
|                                                    |                                      | Josepha Seyfert, contessa di Heydeck              | Maria Franziska Reichard                                       |  |  |       |  |  |                                            |  |  |                              |  |
| principessa Amalie von Bretzenheim                 |                                      | Josepha Seyfert, contessa di Heydeck              |                                                                |  |  |       |  |  |                                            |  |  |                              |  |
|                                                    |                                      | principe Anton Ernst von Oettingen-Spielberg      | Franz Albrecht, I principe di Oettingen-Spielberg              |  |  |       |  |  |                                            |  |  |                              |  |
|                                                    |                                      | principe Anton Ernst von Oettingen-Spielberg      | Franz Albrecht, I principe di Oettingen-Spielberg              |  |  |       |  |  |                                            |  |  |                              |  |
|                                                    |                                      | principe Anton Ernst von Oettingen-Spielberg      | baronessa Johanna Margaretha von Schwendi                      |  |  |       |  |  |                                            |  |  |                              |  |
| principessa Maria Walburga von Oettingen-Spielberg |                                      | principe Anton Ernst von Oettingen-Spielberg      |                                                                |  |  |       |  |  |                                            |  |  |                              |  |
|                                                    |                                      | contessa Maria Theresia zu Waldburg               | conte Friedrich Anton Marquard von Waldburg                    |  |  |       |  |  |                                            |  |  |                              |  |
|                                                    |                                      | contessa Maria Theresia zu Waldburg               | conte Friedrich Anton Marquard von Waldburg                    |  |  |       |  |  |                                            |  |  |                              |  |
|                                                    |                                      | contessa Maria Theresia zu Waldburg               | contessa Maria Karoline von Khuenburg                          |  |  |       |  |  |                                            |  |  |                              |  |
|                                                    |                                      | contessa Maria Theresia zu Waldburg               |                                                                |  |  |       |  |  |                                            |  |  |                              |  |